# Julen Lopetegui
Julen Lopetegui Agote (Asteasu, 28 agosto 1966) è un allenatore di calcio ed ex calciatore spagnolo, di ruolo portiere, attuale commissario tecnico della nazionale qatariota.

## Carriera

### Giocatore

#### Club

##### Real Sociedad
Cresciuto nelle giovanili della Real Sociedad, arriva a militare nella seconda squadra, la Real Sociedad B, in Segunda División B, per senza riuscire a debuttare nella prima squadra della Real dov'è chiuso da portieri quali Luis Arconada, José Luis González Vázquez e Agustín Elduayen.

##### Castilla, Las Palmas e Real Madrid
Nel 1985 firma per il Real Madrid, che inizialmente lo integra nella sua seconda squadra, il Castilla, con cui milita fino al 1988 quando viene ceduto in prestito al Las Palmas. Tornato dal prestito, nel 1989 viene inserito nella prima squadra dei Blancos. In due stagioni a Madrid, in cui è terzo portiere, colleziona una presenza in campionato nel derby contro l'Atlético Madrid al Vicente Calderón (3-3), nella penultima giornata della stagione 1989-1990.

##### CD Logroñés e Barcellona
Relegato ai margini della squadra madrilena, nel 1991 si accasa al CD Logroñés dove trascorrerà i suoi anni migliori come giocatore, riuscendo a esprimere al meglio il suo potenziale. Lopetegui gioca 108 partite in Prima Divisione a Logroño, e diventa inoltre nel 1994 il primo giocatore biancorosso a essere convocato in nazionale.
Le sue prestazioni con il CD Logroñés attirano l'interesse del Barcellona, che lo ingaggia nel 1994. Dopo una serie di prestazioni negative, Carles Busquets, secondo di Andoni Zubizarreta nelle stagioni precedenti, lo scavalcherà nelle gerarchie; quel primo anno alterna pessime e buone prestazioni. Nella stagione 1996-1997, con l'arrivo di Vítor Baía, scala a terzo portiere della squadra catalana.

##### Rayo Vallecano
Nel 1997 lascia Barcellona e torna a Madrid firmando per il Rayo Vallecano, in Segunda División. Con il Rayo ottiene nel 1999 la promozione in Primera División. Inizialmente titolare, Lopetegui perde successivamente il posto, facendosi scavalcare nelle gerarchie da Kasey Keller e Imanol Etxeberria. Alla fine della stagione 2001-2002 si ritira da calciatore.

#### Nazionale
Debutta in nazionale maggiore il 23 marzo 1994, in una partita amichevole contro la Croazia (0-2), giocata all'Estadio Luis Casanova di Valencia, in quella che rimane la sua unica apparizione internazionale: Lopetegui subentra al 26' ad Andoni Zubizarreta. Nello stesso anno viene chiamato come terzo portiere dal commissario tecnico Javier Clemente per il campionato del mondo 1994 negli Stati Uniti, senza mai scendere in campo.

### Allenatore

#### Club

##### Esordi
Il 24 giugno 2003 viene nominato allenatore del Rayo Vallecano, squadra che milita nella seconda divisione spagnola. Il successivo 1º novembre, dopo la sconfitta interna per 1-0 contro l'Eibar e vari risultati mediocri, viene esonerato lasciando la squadra in zona retrocessione.
Nel 2006 è osservatore del Real Madrid. L'11 giugno 2008 diventa allenatore della seconda squadra madridista, il Real M. Castilla. Al termine della stagione, nel giugno 2009 rescinde il contratto che lo legava ai Blancos.

##### Porto

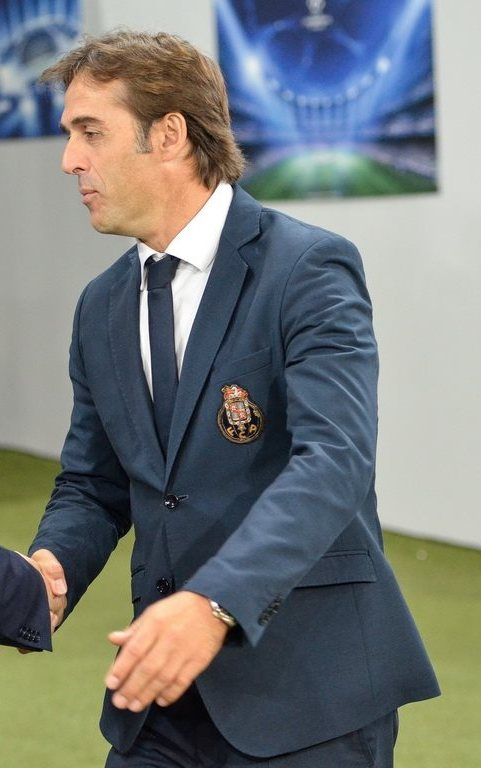
Lopetegui in veste di allenatore del Porto nel 2014

Il 6 maggio 2014 diventa il nuovo allenatore del Porto. Il primo anno conclude la stagione al secondo posto in campionato, mentre nella Coppa di Lega viene eliminato in semifinale dal Marítimo; in Champions League raggiunge i quarti di finale, dov'è estromesso dal Bayern Monaco. L'8 gennaio 2016, dopo una stagione e mezza in cui non riesce a vincere alcun titolo, viene esonerato con la squadra lusitana al terzo posto in campionato.

##### Real Madrid e Siviglia
Il 12 giugno 2018 viene ufficializzato il suo ingaggio come tecnico del Real Madrid. Lopetegui prende le redini della squadra che il dimissionario Zinédine Zidane ha portato nel triennio precedente ad altrettanti trionfi in UEFA Champions League. Un avvio di stagione al di sotto delle aspettative, iniziato con la sconfitta nel derby di Supercoppa UEFA contro l'Atlético Madrid e proseguito con alcune inaspettate débâcle dinanzi ad avversari di minore rango, portano Lopetegui presto in rotta con l'ambiente blancos. Dopo soli quattro mesi sulla panchina madrilena, all'indomani della larga sconfitta subita il 28 ottobre nel Clásico del Camp Nou contro il Barcellona (5-1) e con la squadra collocata al nono posto in classifica in campionato, viene sollevato dall'incarico e sostituito da Santiago Solari.
Il 4 giugno 2019 si accorda con il Siviglia. Alla guida degli andalusi vince il primo trofeo internazionale della carriera, l'Europa League, vinta battendo l'Inter nella finale di Colonia. Viene esonerato dopo la sconfitta in Champions del 5 ottobre 2022 contro il Borussia Dortmund (1-4) avendo collezionato un solo punto in tre gare di coppa e con la squadra ferma al quartultimo posto in campionato con quattro punti raccolti nelle prime sette gare.

##### Wolverhampton e West Ham Utd
Il 5 novembre 2022 subentra a stagione in corso sulla panchina dal Wolverhampton, che conduce al tredicesimo posto in campionato. L'8 agosto 2023, adducendo problemi finanziari che bloccano il calciomercato degli Wolves, a sei giorni dall'inizio della stagione risolve il proprio contratto con il club.
Il 23 maggio 2024 viene annunciato come nuovo allenatore del West Ham Utd; rimane in carica sulla panchina degli Hammers fino all'8 gennaio 2025, quando viene esonerato con la squadra al quattordicesimo posto in Premier.

#### Nazionale

##### Nazionali giovanili spagnole
Nell'agosto 2010 entra a far parte dello staff tecnico federale spagnolo, ricoprendo la carica di commissario tecnico dell'Under-19 e dell'Under-20.
Dopo i Giochi Olimpici di Londra 2012, è chiamato dall'Under-21 in sostituzione di Luis Milla. Nel 2013 conduce le giovani Furie Rosse dapprima in giugno alle fasi finali degli Europei Under-21 in Israele, e poi in luglio ai Mondiali Under-20 in Turchia: con l'Under-21 vince il titolo continentale, mentre porta l'Under-20 fino ai quarti dove sarà eliminata dall'Uruguay, in un match che si conclude 0-1 ai tempi supplementari. Il 30 aprile 2014 si dimette, con la nazionale ancora impegnata nelle qualificazioni all'Europeo di categoria.

##### Nazionale spagnola
Il 21 luglio 2016 viene nominato commissario tecnico della nazionale spagnola, in sostituzione di Vicente del Bosque. Esordisce nell'amichevole vinta per 2-0 contro il Belgio nel successivo biennio riesce a qualificarsi agevolmente al campionato del mondo 2018, vincendo il proprio girone di qualificazione senza subire alcuna sconfitta.
Il rapporto tra Lopetegui e la nazionale spagnola s'interrompe bruscamente il 13 giugno 2018, due giorni prima dell'esordio al campionato del mondo di Russia, quando il CT è esonerato dal presidente federale Luis Rubiales, il quale lo sostituisce con Fernando Hierro. Il motivo dell'esonero è da ricercare nell'ufficializzazione, il giorno prima, dell'ingaggio di Lopetegui come futuro tecnico del Real Madrid, nonostante un rinnovo contrattuale con la federazione spagnola firmato appena venti giorni prima, nonché nell'estremo ritardo nel comunicare alla federcalcio la decisione.

##### Nazionale qatariota
Il 1º maggio 2025 sottoscrive un contratto fino al 31 dicembre 2027, come commissario tecnico della nazionale qatariota.

## Fuori dal campo
In vista del campionato del mondo 2006 in Germania ha firmato un contratto con il canale televisivo La Sexta come opinionista. Nel 2010 ha lavorato a TVE, in sostituzione di Víctor Fernández, come opinionista del programma Estudio Estadio.

## Statistiche

### Cronologia presenze e reti in nazionale
| Cronologia completa delle presenze e delle reti in nazionale ― Spagna | Cronologia completa delle presenze e delle reti in nazionale ― Spagna | Cronologia completa delle presenze e delle reti in nazionale ― Spagna | Cronologia completa delle presenze e delle reti in nazionale ― Spagna | Cronologia completa delle presenze e delle reti in nazionale ― Spagna | Cronologia completa delle presenze e delle reti in nazionale ― Spagna | Cronologia completa delle presenze e delle reti in nazionale ― Spagna | Cronologia completa delle presenze e delle reti in nazionale ― Spagna |
| Data                                                                  | Città                                                                 | In casa                                                               | Risultato                                                             | Ospiti                                                                | Competizione                                                          | Reti                                                                  | Note                                                                  |
| --------------------------------------------------------------------- | --------------------------------------------------------------------- | --------------------------------------------------------------------- | --------------------------------------------------------------------- | --------------------------------------------------------------------- | --------------------------------------------------------------------- | --------------------------------------------------------------------- | --------------------------------------------------------------------- |
| 23-3-1994                                                             | Valencia                                                              | Spagna                                                                | 0 – 2                                                                 | Croazia                                                               | Amichevole                                                            | -                                                                     | 66’                                                                   |
| Totale                                                                |                                                                       | Presenze                                                              | 1                                                                     |                                                                       | Reti                                                                  | -0                                                                    |                                                                       |

### Statistiche da allenatore

#### Club
Statistiche aggiornate all'8 gennaio 2025. In grassetto le competizioni vinte.
| Stagione        | Squadra          | Campionato      | Campionato | Campionato | Campionato | Campionato | Coppe nazionali | Coppe nazionali | Coppe nazionali | Coppe nazionali | Coppe nazionali | Coppe continentali | Coppe continentali | Coppe continentali | Coppe continentali | Coppe continentali | Altre coppe | Altre coppe | Altre coppe | Altre coppe | Altre coppe | Totale | Totale | Totale | Totale | % Vittorie | Piazzamento |
| Stagione        | Squadra          | Comp            | G          | V          | N          | P          | Comp            | G               | V               | N               | P               | Comp               | G                  | V                  | N                  | P                  | Comp        | G           | V           | N           | P           | G      | V      | N      | P      | %          | Piazzamento |
| --------------- | ---------------- | --------------- | ---------- | ---------- | ---------- | ---------- | --------------- | --------------- | --------------- | --------------- | --------------- | ------------------ | ------------------ | ------------------ | ------------------ | ------------------ | ----------- | ----------- | ----------- | ----------- | ----------- | ------ | ------ | ------ | ------ | ---------- | ----------- |
| lug.-nov. 2003  | Rayo Vallecano   | SD              | 10         | 2          | 2          | 6          | CR              | 1               | 0               | 0               | 1               | -                  | -                  | -                  | -                  | -                  | -           | -           | -           | -           | -           | 11     | 2      | 2      | 7      | 18,18      | Eson.       |
| 2008-2009       | Real M. Castilla | SDB             | 38         | 18         | 9          | 11         | -               | -               | -               | -               | -               | -                  | -                  | -                  | -                  | -                  | -           | -           | -           | -           | -           | 38     | 18     | 9      | 11     | 47,37      | 6º          |
| 2014-2015       | Porto            | PL              | 34         | 25         | 7          | 2          | CP+CdL          | 1+5             | 0+3             | 0+1             | 1+1             | UCL                | 12                 | 8                  | 3                  | 1                  | -           | -           | -           | -           | -           | 52     | 36     | 11     | 5      | 69,23      | 2º          |
| 2015-gen. 2016  | Porto            | PL              | 16         | 11         | 4          | 1          | CP+CdL          | 3+1             | 3+0             | 0+0             | 0+1             | UCL                | 6                  | 3                  | 1                  | 2                  | -           | -           | -           | -           | -           | 26     | 17     | 5      | 4      | 65,38      | Eson.       |
| Totale Porto    | Totale Porto     | Totale Porto    | 50         | 36         | 11         | 3          |                 | 10              | 6               | 1               | 3               |                    | 18                 | 11                 | 4                  | 3                  |             | -           | -           | -           | -           | 78     | 53     | 16     | 9      | 67,95      |             |
| lug.-ott. 2018  | Real Madrid      | PD              | 10         | 4          | 2          | 4          | CR              | -               | -               | -               | -               | UCL                | 3                  | 2                  | 0                  | 1                  | SU+Cmc      | 1+0         | 0           | 0           | 1           | 14     | 6      | 2      | 6      | 42,86      | Eson.       |
| 2019-2020       | Siviglia         | PD              | 38         | 19         | 13         | 6          | CR              | 4               | 3               | 0               | 1               | UEL                | 12                 | 9                  | 2                  | 1                  | -           | -           | -           | -           | -           | 54     | 31     | 15     | 8      | 57,41      | 4º          |
| 2020-2021       | Siviglia         | PD              | 38         | 24         | 5          | 9          | CR              | 7               | 6               | 0               | 1               | UCL                | 8                  | 4                  | 2                  | 2                  | SU          | 1           | 0           | 0           | 1           | 54     | 34     | 7      | 13     | 62,96      | 4º          |
| 2021-2022       | Siviglia         | PD              | 38         | 18         | 16         | 4          | CR              | 4               | 2               | 1               | 1               | UCL+UEL            | 6+4                | 1+2                | 3+0                | 2+2                | -           | -           | -           | -           | -           | 52     | 23     | 20     | 9      | 44,23      | 4°          |
| lug.-ott. 2022  | Siviglia         | PD              | 7          | 1          | 2          | 4          | CR              | 0               | 0               | 0               | 0               | UCL                | 3                  | 0                  | 1                  | 2                  | -           | -           | -           | -           | -           | 10     | 1      | 3      | 6      | 10,00      | Eson.       |
| Totale Siviglia | Totale Siviglia  | Totale Siviglia | 121        | 62         | 36         | 23         |                 | 15              | 11              | 1               | 3               |                    | 33                 | 16                 | 8                  | 9                  |             | 2           | 0           | 0           | 2           | 171    | 89     | 45     | 37     | 52,05      |             |
| nov. 2022-2023  | Wolverhampton    | PL              | 23         | 9          | 4          | 10         | FACup+CdL       | 2+2             | 0+1             | 1+1             | 1+0             | -                  | -                  | -                  | -                  | -                  | -           | -           | -           | -           | -           | 27     | 10     | 6      | 11     | 37,04      | Sub. 13º    |
| 2024-gen. 2025  | West Ham Utd     | PL              | 20         | 6          | 5          | 9          | FACup+CdL       | 0+2             | 0+1             | 0+0             | 0+1             | -                  | -                  | -                  | -                  | -                  | -           | -           | -           | -           | -           | 22     | 7      | 5      | 10     | 31,82      | Eson.       |
| Totale carriera | Totale carriera  | Totale carriera | 261        | 129        | 68         | 64         |                 | 32              | 19              | 4               | 9               |                    | 54                 | 29                 | 12                 | 13                 |             | 2           | 0           | 0           | 2           | 349    | 177    | 84     | 88     | 50,72      |             |

#### Nazionale
| Squadra | Naz               | dal            | al             | Record | Record | Record | Record     | Record | Record | Record | Record |
| G       | V                 | N              | P              | GF     | GS     | DR     | % Vittorie |        |        |        |        |
| ------- | ----------------- | -------------- | -------------- | ------ | ------ | ------ | ---------- | ------ | ------ | ------ | ------ |
| Spagna  | Spagna (bandiera) | 21 luglio 2016 | 13 giugno 2018 | 20     | 14     | 6      | 0          | 61     | 13     | +48    | 70,00  |
| Qatar   | Qatar (bandiera)  | 1º maggio 2025 | in carica      | 0      | 0      | 0      | 0          | 0      | 0      | +0     | —      |
| Totale  | Totale            | Totale         | Totale         | 20     | 14     | 6      | 0          | 61     | 13     | +48    | 70,00  |

#### Nazionale spagnola nel dettaglio
| 2016             | Spagna        | Qual. Mondiale 2018 | 1º nel Gruppo G, qualificato | 4  | 3  | 1 | 0 | 75,00   | 15 | 1  | +14 |
| 2017             | Spagna        | Qual. Mondiale 2018 | 1º nel Gruppo G, qualificato | 6  | 6  | 0 | 0 | 100,00& | 21 | 2  | +19 |
| Dal 2016 al 2018 | Spagna        | Amichevoli          |                              | 10 | 5  | 5 | 0 | 50,00   | 24 | 10 | +14 |
| Totale Spagna    | Totale Spagna | Totale Spagna       | Totale Spagna                | 20 | 14 | 6 | 0 | 70,00   | 61 | 13 | +48 |

#### Partite da commissario tecnico della nazionale spagnola
| Cronologia completa delle presenze e delle reti in nazionale ― Spagna | Cronologia completa delle presenze e delle reti in nazionale ― Spagna | Cronologia completa delle presenze e delle reti in nazionale ― Spagna | Cronologia completa delle presenze e delle reti in nazionale ― Spagna | Cronologia completa delle presenze e delle reti in nazionale ― Spagna | Cronologia completa delle presenze e delle reti in nazionale ― Spagna | Cronologia completa delle presenze e delle reti in nazionale ― Spagna | Cronologia completa delle presenze e delle reti in nazionale ― Spagna |
| Data                                                                  | Città                                                                 | In casa                                                               | Risultato                                                             | Ospiti                                                                | Competizione                                                          | Reti                                                                  | Note                                                                  |
| --------------------------------------------------------------------- | --------------------------------------------------------------------- | --------------------------------------------------------------------- | --------------------------------------------------------------------- | --------------------------------------------------------------------- | --------------------------------------------------------------------- | --------------------------------------------------------------------- | --------------------------------------------------------------------- |
| 1-9-2016                                                              | Bruxelles                                                             | Belgio                                                                | 0 – 2                                                                 | Spagna                                                                | Amichevole                                                            | 2 David Silva 1 (rig.)                                                | Cap: S.Ramos                                                          |
| 5-9-2016                                                              | León                                                                  | Spagna                                                                | 8 – 0                                                                 | Liechtenstein                                                         | Qual. Mondiali 2018                                                   | 2 Diego Costa Sergi Roberto 2 David Silva Vitolo 2 Alvaro Morata      | Cap: S.Ramos                                                          |
| 6-10-2016                                                             | Torino                                                                | Italia                                                                | 1 – 1                                                                 | Spagna                                                                | Qual. Mondiali 2018                                                   | Vitolo                                                                | Cap: S.Ramos                                                          |
| 9-10-2016                                                             | Tirana                                                                | Albania                                                               | 0 – 2                                                                 | Spagna                                                                | Qual. Mondiali 2018                                                   | Diego Costa Nolito                                                    | Cap: S.Ramos                                                          |
| 12-11-2016                                                            | Granada                                                               | Spagna                                                                | 4 – 0                                                                 | Macedonia del Nord                                                    | Qual. Mondiali 2018                                                   | autorete Vitolo Nacho Monreal Aritz Aduriz                            | Cap: D.Silva                                                          |
| 15-11-2016                                                            | Londra                                                                | Inghilterra                                                           | 2 – 2                                                                 | Spagna                                                                | Amichevole                                                            | Iago Aspas Isco                                                       | Cap: S.Busquets                                                       |
| 24-3-2017                                                             | Gijón                                                                 | Spagna                                                                | 4 – 1                                                                 | Israele                                                               | Qual. Mondiali 2018                                                   | David Silva Vitolo Diego Costa Isco                                   | Cap: S.Ramos                                                          |
| 28-3-2017                                                             | Saint-Denis                                                           | Francia                                                               | 0 – 2                                                                 | Spagna                                                                | Amichevole                                                            | David Silva (rig.) Gerard Deulofeu                                    | Cap: S.Ramos                                                          |
| 7-6-2017                                                              | Murcia                                                                | Spagna                                                                | 2 – 2                                                                 | Colombia                                                              | Amichevole                                                            | David Silva Alvaro Morata                                             | Cap: A.Iniesta                                                        |
| 11-6-2017                                                             | Skopje                                                                | Macedonia del Nord                                                    | 1 – 2                                                                 | Spagna                                                                | Qual. Mondiali 2018                                                   | David Silva Diego Costa                                               | Cap: S.Ramos                                                          |
| 2-9-2017                                                              | Madrid                                                                | Spagna                                                                | 3 – 0                                                                 | Italia                                                                | Qual. Mondiali 2018                                                   | 2 Isco Alvaro Morata                                                  | Cap: S.Ramos                                                          |
| 5-9-2017                                                              | Vaduz                                                                 | Liechtenstein                                                         | 0 – 8                                                                 | Spagna                                                                | Qual. Mondiali 2018                                                   | Sergio Ramos 2 Alvaro Morata Isco David Silva 2 Iago Aspas autorete   | Cap: S.Ramos                                                          |
| 6-10-2017                                                             | Alicante                                                              | Spagna                                                                | 3 – 0                                                                 | Albania                                                               | Qual. Mondiali 2018                                                   | Rodrigo Isco Thiago Alcantara                                         | Cap: S.Ramos                                                          |
| 9-10-2017                                                             | Haifa                                                                 | Israele                                                               | 0 – 1                                                                 | Spagna                                                                | Qual. Mondiali 2018                                                   | Asier Illarramendi                                                    | Cap: S.Ramos                                                          |
| 11-11-2017                                                            | San Sebastián                                                         | Spagna                                                                | 5 – 0                                                                 | Costa Rica                                                            | Amichevole                                                            | Jordi Alba Alvaro Morata 2 David Silva Andres Iniesta                 | Cap: S.Ramos                                                          |
| 14-11-2017                                                            | San Pietroburgo                                                       | Russia                                                                | 3 – 3                                                                 | Spagna                                                                | Amichevole                                                            | Jordi Alba 2 Sergio Ramos 2 (rig.)                                    | Cap: S.Ramos                                                          |
| 23-3-2018                                                             | Düsseldorf                                                            | Germania                                                              | 1 – 1                                                                 | Spagna                                                                | Amichevole                                                            | Rodrigo                                                               | Cap: S.Ramos                                                          |
| 27-3-2018                                                             | Madrid                                                                | Spagna                                                                | 6 – 1                                                                 | Argentina                                                             | Amichevole                                                            | Diego Costa 3 Isco Thiago Alcantara Iago Aspas                        | Cap: S.Ramos                                                          |
| 3-6-2018                                                              | Villarreal                                                            | Spagna                                                                | 1 – 1                                                                 | Svizzera                                                              | Amichevole                                                            | Alvaro Odriozola                                                      | Cap: A.Iniesta                                                        |
| 9-6-2018                                                              | Krasnodar                                                             | Tunisia                                                               | 0 – 1                                                                 | Spagna                                                                | Amichevole                                                            | Iago Aspas                                                            | Cap: S.Ramos                                                          |
| Totale                                                                |                                                                       | Presenze                                                              | 20                                                                    |                                                                       | Reti                                                                  | 61                                                                    |                                                                       |

#### Nazionale qatariota nel dettaglio
Statistiche aggiornate al 1º maggio 2025.
| 2025         | Qatar        | Qual. Mondiale 2026 | Sub., nel gruppo A | 0 | 0 | 0 | 0 | — | 0 | 0 | 0 |
| Dal 2025     | Qatar        | Amichevoli          |                    | 0 | 0 | 0 | 0 | — | 0 | 0 | 0 |
| Totale Qatar | Totale Qatar | Totale Qatar        | Totale Qatar       | 0 | 0 | 0 | 0 | — | 0 | 0 | 0 |

#### Panchine da commissario tecnico della nazionale qatariota
| Cronologia completa delle presenze e delle reti in nazionale ― Qatar | Cronologia completa delle presenze e delle reti in nazionale ― Qatar | Cronologia completa delle presenze e delle reti in nazionale ― Qatar | Cronologia completa delle presenze e delle reti in nazionale ― Qatar | Cronologia completa delle presenze e delle reti in nazionale ― Qatar | Cronologia completa delle presenze e delle reti in nazionale ― Qatar | Cronologia completa delle presenze e delle reti in nazionale ― Qatar | Cronologia completa delle presenze e delle reti in nazionale ― Qatar |
| Data                                                                 | Città                                                                | In casa                                                              | Risultato                                                            | Ospiti                                                               | Competizione                                                         | Reti                                                                 | Note                                                                 |
| Totale                                                               |                                                                      | Presenze                                                             | 0                                                                    |                                                                      | Reti                                                                 | 0                                                                    |                                                                      |
| -------------------------------------------------------------------- | -------------------------------------------------------------------- | -------------------------------------------------------------------- | -------------------------------------------------------------------- | -------------------------------------------------------------------- | -------------------------------------------------------------------- | -------------------------------------------------------------------- | -------------------------------------------------------------------- |

#### Nazionali giovanili
| Squadra     | Naz               | dal            | al             | Record | Record | Record | Record     | Record | Record | Record | Record |
| G           | V                 | N              | P              | GF     | GS     | DR     | % Vittorie |        |        |        |        |
| ----------- | ----------------- | -------------- | -------------- | ------ | ------ | ------ | ---------- | ------ | ------ | ------ | ------ |
| Spagna U-19 | Spagna (bandiera) | 1º agosto 2010 | 30 maggio 2013 | 18     | 13     | 3      | 2          | 45     | 22     | +23    | 72,22  |
| Spagna U-20 | Spagna (bandiera) | 1º luglio 2010 | 30 aprile 2014 | 11     | 8      | 2      | 1          | 30     | 16     | +14    | 72,73  |
| Spagna U-21 | Spagna (bandiera) | 8 agosto 2012  | 30 aprile 2014 | 20     | 18     | 2      | 0          | 62     | 13     | +49    | 90,00  |
| Totale      | Totale            | Totale         | Totale         | 49     | 39     | 7      | 3          | 198    | 64     | +134   | 79,59  |

#### Nazionale spagnola Under-21 nel dettaglio
| 2012               | Spagna U-21        | Qual. Euro U-21 2013 | 1º nel Gruppo 1, qualificato dopo i play-off' | 4  | 3  | 1 | 0 | 75,00   | 14 | 1  | +13 |
| 2013               | Spagna U-21        | Euro U-21 2013       | Vincitore                                     | 5  | 5  | 0 | 0 | 100,00& | 12 | 2  | +10 |
| 2013               | Spagna U-21        | Qual. Euro U-21 2015 | Dimis.                                        | 6  | 6  | 0 | 0 | 100,00& | 22 | 5  | +17 |
| Dal 2012 al 2014   | Spagna U-21        | Amichevoli           |                                               | 5  | 4  | 1 | 0 | 80,00   | 14 | 5  | 9   |
| Totale Spagna U-21 | Totale Spagna U-21 | Totale Spagna U-21   | Totale Spagna U-21                            | 20 | 18 | 2 | 0 | 90,00   | 62 | 13 | +49 |

## Palmarès

### Giocatore

#### Club

##### Competizioni nazionali
- Campionato spagnolo: 1

Real Madrid: 1989-1990
- Coppa di Spagna: 1

Barcellona: 1996-1997
- Supercoppa di Spagna: 3

Real Madrid: 1990
Barcellona: 1994, 1996

##### Competizioni internazionali
- Coppa delle Coppe: 1

Barcellona: 1996-1997

### Allenatore

#### Club
- UEFA Europa League: 1

Siviglia: 2019-2020

#### Nazionale
- Campionato d'Europa Under-19: 1

Spagna: 2012
- Campionato d'Europa Under-21: 1

Spagna: 2013